# Kropiwnica
Kropiwnica [pronunciación en polaco: /krɔpivˈnit͡sa/] es un pueblo ubicado en el distrito administrativo de Gmina Mońki, dentro del Condado de Mońki, Voivodato de Podlaquia, en el norte de Polonia oriental. Se encuentra aproximadamente a 8 kilómetros al este de Mońki y a 38 kilómetros al noroeste de la capital regional Białystok.